# Norma (matemática)

Uma circunferência centrada na origem de relativa a três normas distintas

Em matemática, uma norma consiste em uma função que a cada vetor de um espaço vetorial associa um número real não-negativo. O conceito de norma está intuitivamente relacionado à noção geométrica de comprimento.

## Definição
Dado um espaço vetorial {\displaystyle X} sobre o corpo {\displaystyle \mathbb {K} } dos números reais ou complexos, uma função {\displaystyle \|\cdot \|:X\to \mathbb {R} ^{+}} é chamada de norma se, para quaisquer {\displaystyle x,y\in X} e todo {\displaystyle \alpha \in \mathbb {K} :} 
- {\displaystyle \|x\|=0\Leftrightarrow x=0_{_{X}}.} Se esta condição não for atendida, a função será no máximo uma seminorma.
- {\displaystyle \|\alpha x\|=|\alpha |\|x\|}
- {\displaystyle \|x+y\|\leqslant \|x\|+\|y\|} (desigualdade triangular)

Se o espaço vetorial {\displaystyle X} tem uma norma, ele passa a ser chamado de espaço normado, e denotado por {\displaystyle \left(X,\|\cdot \|\right).}

## Métrica  e topologia induzida
Toda norma induz de forma natural uma métrica {\displaystyle d} em {\displaystyle X} cujos valores são dados por:
{\displaystyle d(x,y)=\|x-y\|\,.}
Também induz uma topologia localmente convexa que é gerada por todas as bolas:
{\displaystyle B(x_{0},r)=\{x\in X:d(x,x_{0})<r\},~~\forall \,x\in X,\forall \,r\in \mathbb {R_{+}} }

## Normas equivalentes
Duas normas {\displaystyle \|\cdot \|_{1}} e {\displaystyle \|\cdot \|_{2}} sobre o mesmo espaço vetorial {\displaystyle X} são ditas equivalentes se existirem constantes reais positivas {\displaystyle C_{1}} e {\displaystyle C_{2}\,(C_{1}\leqslant C_{2})} tais que:
{\displaystyle C_{1}\|x\|_{1}\leqslant \|x\|_{2}\leqslant C_{2}\|x\|_{1}~~\forall \,x\in X}
Quando duas normas são equivalentes, elas induzem a mesma topologia.

## Normas em espaços de dimensão finita
Seja {\displaystyle x=\left(x_{1},x_{2},\ldots ,x_{n}\right)=\sum _{i=1}^{n}x_{i}e_{i}} a representação de um vetor em {\displaystyle \mathbb {R} ^{n}} ou {\displaystyle \mathbb {C} ^{n}.}
As normas canônicas definidas nestes espaços são as chamadas normas {\displaystyle \ell ^{p}}:
- {\displaystyle \|x\|_{p}={\Big (}\sum _{i=1}^{n}|x_{i}|^{p}{\Big )}^{\frac {1}{p}}~~,1\leqslant p<\infty }
- {\displaystyle \|x\|_{\infty }=\max _{i\in \{1,\ldots ,n\}}|x_{i}|}

O caso particular em que {\displaystyle p=2} corresponde à norma euclidiana:
{\displaystyle \|x\|_{2}={\Big (}\sum _{i=1}^{n}|x_{i}|^{2}{\Big )}^{\frac {1}{2}}}
Outras normas podem ainda ser definidas, no entanto, pode-se demonstrar que todas elas serão equivalentes.

## Norma matricial
Se o espaço vetorial considerado é aquele formado pelas matrizes reais ou complexas de ordem {\displaystyle n\times m,} denotado por {\displaystyle M^{n\times m},} uma norma sobre esse espaço é chamada de norma matricial. Um exemplo de norma matricial é a norma 1, denotada {\displaystyle \|.\|_{1}} definida como o máximo da soma módulo das entradas de cada linha, ou seja se {\displaystyle A=\left[a_{ij}\right]_{r\times s}} então a norma 1 da matriz {\displaystyle A} é o número não negativo dado por
{\displaystyle \|A\|_{1}=\max _{i\leqslant r}\sum _{j=1}^{s}|a_{ij}|.}
A norma 1 da matriz {\displaystyle A={\begin{vmatrix}1&3\\2&-1\end{vmatrix}},} por exemplo, é
{\displaystyle \|A\|_{1}=\max \left\{|1|+|3|,|2|+|-1|\right\}=\max \left\{4,3\right\}=4.}

## Normas em espaços de dimensão infinita

### Espaços LP
As normas {\displaystyle \ell ^{p}} têm análogos em alguns espaços de dimensão infinita.

## Produto interno
Se um espaço vetorial possui um produto interno, este pode definir uma norma, dada pelo produto interno do vetor com ele mesmo.
{\displaystyle \left\|v\right\|:={\sqrt {\langle v,v\rangle }}}
Se uma norma provém de um produto interno, ela satisfaz a identidade do paralelogramo.